# 1995-ös Winston Cup Series
Az 1995-ös NASCAR Winston Cup Series volt a legmagasabb osztályú amerikai szériaautó-versenyzés negyvenhetedik szezonja (a huszonnegyedik a modern érában). A szezonban 31 versenyt rendeztek, mely a Daytona 500-zal vette kezdetét és az Atlantában megrendezett NAPA 500-zal ért véget.
A bajnoki címet pályafutása során először Jeff Gordon szerezte meg, Dale Earnhardt és a Daytona 500-győztes Sterling Marlin előtt.

## Háttér, egyéb tudnivalók
Az 1995-ös szezonban mindenki Dale Earnhardt történelmi, nyolcadik bajnoki címét várta. Earnhardtnak minden esélye meg is volt erre, ugyanis ő volt a címvédő, valamint az ezt megelőző öt évből négyben is (1990, 1991, 1993, 1994) is ő végzett az élen. Egy esetleges nyolcadik bajnoki címmel megelőzhette volna a szintén hét elsőségnél megálló Richard Pettyt, a Királyt.
Az idény során fokozatosan három versenyző emelkedett ki a többiek közül, a korábban említett Earnhardt, Sterling Marlin és a fiatal tehetség, Jeff Gordon. A médiafigyelem hármójuk közül hamar a legfiatalabbra, Gordonra irányult, aki a legnagyobb presztízzsel bíró versenyek közül kettőt, a Coca Cola 600-at és a Brickyad 400-at is meg tudta nyerni. A Hendrick Motorsports pilótája az év első hat versenyéből hármat is megnyert, később pedig volt egy olyan, tizennégy versenyes sorozata, amikor folyamatosan a legjobb tíz között zárt, ezek közül pedig újabb négy után állhatott be a győzteseknek elkülönített területre, a Victory Lane-re.
Jó teljesítményének köszönhetően pályafutása első Cup Series bajnoki címét is megszerezte, ezzel az 1971 óta íródó modern éra legfiatalabb bajnoka lett. Az évadzáró banketten ennek megfelelően Gordon és a már ekkor veterán, vagyis a legfiatalabb és a korelnökök egyike poénból egy üveg tejjel koccintottak pezsgő helyett, Gordon „fiatal” korán viccelődve.
A gyártók között a Chevrolet lecserélte addigi, 1989 óta használt autóját, a Luminát a Monte Carló-ra. A Monte Carlo végül 1995 domináns autója lett, ugyanis a 31 versenyből 21-et ezzel az autóval nyertek meg. Miután a szezon első hét versenyét egyaránt Chevy Monte Carló-val versenyző pilóták nyerték, a NASCAR engedményeket tett a másik két autógyártó, a Ford és a Pontiac számára. Erre az évadra a Goodyear lett a sorozat egyedüli gumiszállítója, miután az 1994-es versenyek befejeztével a Hoosier úgy döntött, kiszáll a sorozatból, hiába nyert egyébként három versenyt is Geoff Bodine-nal.

## Csapatok, versenyzők

### Teljes szezon
| Gyártó    | Csapat                       | #  | Versenyző               | Versenymérnök     |
| --------- | ---------------------------- | -- | ----------------------- | ----------------- |
| Chevrolet | A.G. Dillard Motorsports     | 31 | Ward Burton 21          | Philippe Lopez    |
| Chevrolet | A.G. Dillard Motorsports     | 31 | Greg Sacks 4            | Philippe Lopez    |
| Chevrolet | A.G. Dillard Motorsports     | 31 | Jimmy Hensley 3         | Philippe Lopez    |
| Chevrolet | A.G. Dillard Motorsports     | 31 | Gary Bradberry (Ú) 2    | Philippe Lopez    |
| Chevrolet | DarWal Inc.                  | 17 | Darrell Waltrip         | Pete Peterson     |
| Chevrolet | Diamond Ridge Motorsports    | 29 | Steve Grissom           | Bryant Frazier    |
| Chevrolet | Hendrick Motorsports         | 5  | Terry Labonte           | Gary DeHart       |
| Chevrolet | Hendrick Motorsports         | 24 | Jeff Gordon             | Ray Evernham      |
| Chevrolet | Hendrick Motorsports         | 25 | Ken Schrader            | Ken Howes         |
| Chevrolet | Joe Gibbs Racing             | 18 | Bobby Labonte           | Jimmy Makar       |
| Chevrolet | Larry Hedrick Motorsports    | 41 | Ricky Craven (Ú)        | Rick Ren          |
| Chevrolet | Leo Jackson Motorsports      | 33 | Robert Pressley (Ú)     | Charley Pressley  |
| Chevrolet | Marcis Auto Racing           | 71 | Dave Marcis             | Bob Marcis        |
| Chevrolet | Morgan-McClure Motorsports   | 4  | Sterling Marlin         | Tony Glover       |
| Chevrolet | NEMCO Motorsports            | 87 | Joe Nemechek            | Mike Boerschinger |
| Chevrolet | Richard Childress Racing     | 3  | Dale Earnhardt          | Andy Petree       |
| Ford      | Elliott-Hardy Racing         | 94 | Bill Elliott            | Mike Beam         |
| Ford      | Bobby Allison Motorsports    | 12 | Derrike Cope            | Jimmy Fennig      |
| Ford      | Bud Moore Engineering        | 15 | Dick Trickle            | Donnie Wingo      |
| Ford      | Butch Mock Motorsports       | 75 | Todd Bodine             | Troy Selberg      |
| Ford      | Cale Yarborough Motorsports  | 98 | Jeremy Mayfield         | Tony Furr         |
| Ford      | Donlavey Racing              | 90 | Mike Wallace            | Junie Donlavey    |
| Ford      | Geoff Bodine Racing          | 7  | Geoff Bodine            | Paul Andrews      |
| Ford      | Jasper Motorsports           | 77 | Davy Jones (Ú) 11       | Paul Wise         |
| Ford      | Jasper Motorsports           | 77 | Bobby Hillin, Jr. 20    | Paul Wise         |
| Ford      | Junior Johnson & Associates  | 11 | Brett Bodine            | Dean Combs        |
| Ford      | Junior Johnson & Associates  | 27 | Loy Allen, Jr. 6        | Mike Hill         |
| Ford      | Junior Johnson & Associates  | 27 | Jeff Purvis 1           | Mike Hill         |
| Ford      | Junior Johnson & Associates  | 27 | Elton Sawyer 22         | Mike Hill         |
| Ford      | Junior Johnson & Associates  | 27 | Jimmy Horton 1          | Mike Hill         |
| Ford      | Junior Johnson & Associates  | 27 | Greg Sacks 1            | Mike Hill         |
| Ford      | King Racing                  | 26 | Steve Kinser (Ú) 7      | Richard Broome    |
| Ford      | King Racing                  | 26 | Hut Stricklin 24        | Richard Broome    |
| Ford      | Kranefuss-Haas Racing        | 37 | John Andretti           | Tim Brewer        |
| Ford      | Melling Racing               | 9  | Lake Speed              | Peter Sospenzo    |
| Ford      | Penske Racing South          | 2  | Rusty Wallace           | Robin Pemberton   |
| Ford      | Precision Products Racing    | 1  | Rick Mast               | Kevin Hamlin      |
| Ford      | Robert Yates Racing          | 28 | Dale Jarrett            | Larry McReynolds  |
| Ford      | Roush Racing                 | 6  | Mark Martin             | Steve Hmiel       |
| Ford      | Roush Racing                 | 16 | Ted Musgrave            | Howard Comstock   |
| Ford      | Rudd Performance Motorsports | 10 | Ricky Rudd              | Bill Ingle        |
| Ford      | Travis Carter Enterprises    | 23 | Jimmy Spencer           | Cecil Gordon      |
| Ford      | Stavola Brothers Racing      | 8  | Jeff Burton             | Donnie Richeson   |
| Ford      | Wood Brothers Racing         | 21 | Morgan Shepherd         | Eddie Wood        |
| Pontiac   | Bahari Racing                | 30 | Michael Waltrip         | Doug Hewitt       |
| Pontiac   | Bill Davis Racing            | 22 | Randy LaJoie (Ú) 14     | Chris Hussey      |
| Pontiac   | Bill Davis Racing            | 22 | Jimmy Hensley 6         | Chris Hussey      |
| Pontiac   | Bill Davis Racing            | 22 | Wally Dallenbach, Jr. 1 | Chris Hussey      |
| Pontiac   | Bill Davis Racing            | 22 | Ward Burton 10          | Chris Hussey      |
| Pontiac   | Dick Brooks Racing           | 40 | Greg Sacks 14           | Jeff Hammond      |
| Pontiac   | Dick Brooks Racing           | 40 | Andy Hillenburg 1       | Jeff Hammond      |
| Pontiac   | Dick Brooks Racing           | 40 | Rich Bickle 10          | Jeff Hammond      |
| Pontiac   | Dick Brooks Racing           | 40 | Randy LaJoie (Ú) 1      | Jeff Hammond      |
| Pontiac   | Dick Brooks Racing           | 40 | Butch Leitzinger 1      | Jeff Hammond      |
| Pontiac   | Dick Brooks Racing           | 40 | Shane Hall 4            | Jeff Hammond      |
| Pontiac   | Petty Enterprises            | 43 | Bobby Hamilton          | Robbie Loomis     |
| Pontiac   | Team SABCO                   | 42 | Kyle Petty              | Keith Simmons     |

### Résszezonos program
| Gyártó    | Csapat                  | #  | Versenyző          | Versenymérnök | Verseny(ek) |
| --------- | ----------------------- | -- | ------------------ | ------------- | ----------- |
| Chevrolet | Active Motorsports      | 32 | Mike Chase (Ú)     | Doug Williams | 1           |
| Chevrolet | Active Motorsports      | 32 | Jimmy Hensley      | Doug Williams | 4           |
| Chevrolet | Active Motorsports      | 32 | Chuck Bown         | Doug Williams | 11          |
| Chevrolet | Active Motorsports      | 32 | Greg Sacks         | Doug Williams | 8           |
| Chevrolet | Active Motorsports      | 32 | Ed Berrier         | Doug Williams | 2           |
| Chevrolet | Active Motorsports      | 32 | Michael Ritch      | Doug Williams | 1           |
| Chevrolet | Canaska Racing          | 68 | Ron Fellows        |               | 1           |
| Chevrolet | Hendrick Motorsports    | 58 | Jeff Purvis        |               | 1           |
| Chevrolet | Hendrick Motorsports    | 59 | Jack Sprague       |               | 1           |
| Chevrolet | JTC Racing              | 45 | Ron Hornaday, Jr.  |               | 1           |
| Chevrolet | O'Neil Racing           | 65 | Steve Seligman     |               | 5           |
| Chevrolet | Parker Racing           | 72 | Tracy Leslie       |               | 1           |
| Chevrolet | Phoenix Racing          | 44 | Jeff Purvis        | Marc Reno     | 11          |
| Chevrolet | Phoenix Racing          | 51 | Kerry Teague       |               | 1           |
| Chevrolet | Marcis Auto Racing      | 72 | Jim Sauter         |               | 11          |
| Chevrolet | Russell Racing          | 70 | Alan Russell       |               | 1           |
| Chevrolet | Skillen Racing          | 14 | Richard Brickhouse |               | 1           |
| Chevrolet | Waters Racing           | 79 | Doug French        |               | 2           |
| Chevrolet | Bradberry Racing        | 93 | Gary Bradberry (R) |               | 3           |
| Chevrolet | Bradberry Racing        | 88 | Gary Bradberry (R) | 1             |             |
| Ford      | Robert Yates Racing     | 88 | Ernie Irvan        | Todd Parrott  | 4           |
| Ford      | A. J. Foyt Enterprises  | 50 | A. J. Foyt         |               | 2           |
| Ford      | Barkdoll Racing         | 73 | Phil Barkdoll      |               | 1           |
| Ford      | Bill Strait Motorsports | 68 | Bob Strait         |               | 1           |
| Ford      | Byers Racing            | 82 | Terry Byers (Ú)    |               | 2           |
| Ford      | CPR Motorsports         | 99 | Shawna Robinson    |               | 1           |
| Ford      | Cunningham Racing       | 67 | Ken Bouchard       |               | 2           |
| Ford      | FILMAR Racing           | 81 | Kenny Wallace      | Gil Martin    | 20          |
| Ford      | H.L. Waters Racing      | 0  | Delma Cowart       |               | 6           |
| Ford      | Hover Motorsports       | 80 | Joe Ruttman        |               | 2           |
| Ford      | H.S. Die Racing Team    | 02 | Tim Steele         |               | 1           |
| Ford      | Mark Rypien Motorsports | 97 | Chad Little        | Gary Cogswell | 5           |
| Ford      | Petty Brothers Racing   | 53 | Ritchie Petty      |               | 2           |
| Ford      | Means Racing            | 52 | Gary Bradberry (Ú) |               | 4           |
| Ford      | Means Racing            | 52 | Brad Teague        | 3             |             |
| Ford      | Means Racing            | 52 | Randy MacDonald    | 1             |             |
| Ford      | Means Racing            | 62 | Ronnie Sanders     |               | 1           |
| Ford      | Moroso Racing           | 20 | Bobby Hillin, Jr.  |               | 2           |
| Ford      | Norm Benning Racing     | 84 | Norm Benning       |               | 1           |
| Ford      | Phoenix Air Racing      | 61 | David Murry        |               | 1           |
| Ford      | RaDiUs Motorsports      | 66 | Ben Hess           | Sandy Jones   | 4           |
| Ford      | RaDiUs Motorsports      | 66 | Butch Miller       | Sandy Jones   | 1           |
| Ford      | RaDiUs Motorsports      | 66 | Billy Standridge   | Sandy Jones   | 4           |
| Ford      | RaDiUs Motorsports      | 66 | Terry Fisher       | Sandy Jones   | 1           |
| Ford      | RaDiUs Motorsports      | 67 | Billy Standridge   |               | 1           |
| Ford      | RaDiUs Motorsports      | 67 | Johnny Chapman     | 1             |             |
| Ford      | RaDiUs Motorsports      | 76 | Johnny Chapman     | 1             |             |
| Ford      | Sadler Brothers Racing  | 95 | Doug Heveron       |               | 1           |
| Ford      | Sadler Brothers Racing  | 95 | Jimmy Hensley      | 1             |             |
| Ford      | Sadler Brothers Racing  | 95 | Loy Allen, Jr.     | 2             |             |
| Ford      | Smith Racing            | 49 | Eric Smith         |               | 5           |
| Ford      | Standridge Motorsports  | 47 | Billy Standridge   |               | 8           |
| Ford      | Triad Motorsports       | 78 | Jay Hedgecock      | Tex Powell    | 6           |
| Ford      | Triad Motorsports       | 78 | Pancho Carter      | Tex Powell    | 3           |
| Ford      | Triad Motorsports       | 78 | Hut Stricklin      | Tex Powell    | 1           |
| Ford      | TriStar Motorsports     | 19 | Phil Parsons       |               | 4           |
| Ford      | TriStar Motorsports     | 19 | Loy Allen, Jr.     | 11            |             |
| Ford      | Ultra Motorsports       | 08 | Mike Bliss         |               | 1           |
| Pontiac   | Hagan Racing            | 14 | Randy MacDonald    |               | 2           |
| Pontiac   | Hylton Motorsports      | 48 | James Hylton       |               | 2           |
| Pontiac   | Virtue Racing           | 99 | Danny Sullivan     |               | 1           |

## Versenynaptár
| #  | Verseny                     | Helyszín                                      | Date           |
| -- | --------------------------- | --------------------------------------------- | -------------- |
|    | Busch Clash                 | Daytona International Speedway, Daytona Beach | Február 12.    |
|    | Gatorade Twin 125s          | Daytona International Speedway, Daytona Beach | Február 16.    |
| 1  | Daytona 500                 | Daytona International Speedway, Daytona Beach | Február 19.    |
| 2  | Goodwrench 500              | North Carolina Speedway, Rockingham           | Február 26.    |
| 3  | Pontiac Excitement 400      | Richmond International Raceway, Richmond      | Március 5.     |
| 4  | Purolator 500               | Atlanta Motor Speedway, Hampton               | Március 12.    |
| 5  | TranSouth Financial 400     | Darlington Raceway, Darlington                | Március 26.    |
| 6  | Food City 500               | Bristol Motor Speedway, Bristol               | Április 2.     |
| 7  | First Union 400             | North Wilkesboro Speedway, North Wilkesboro   | Április 9.     |
| 8  | Goody's Headache Powder 500 | Martinsville Speedway, Ridgeway               | Április 23.    |
| 9  | Winston Select 500          | Talladega Superspeedway, Talladega            | Április 30.    |
| 10 | Save Mart Supermarkets 300  | Sears Point Raceway, Sonoma                   | Május 7.       |
|    | Winston Open                | Charlotte Motor Speedway, Concord             | Május 22.      |
|    | The Winston Select          | Charlotte Motor Speedway, Concord             | Május 22.      |
| 11 | Coca-Cola 600               | Charlotte Motor Speedway, Concord             | Május 28.      |
| 12 | Miller Genuine Draft 500    | Dover Downs International Speedway, Dover     | Június 4.      |
| 13 | UAW-GM Teamwork 500         | Pocono Raceway, Long Pond                     | Június 11.     |
| 14 | Miller Genuine Draft 400    | Michigan International Speedway, Brooklyn     | Június 18.     |
| 15 | Pepsi 400                   | Daytona International Speedway, Daytona Beach | Július 1.      |
| 16 | Jiffy Lube 300              | New Hampshire International Speedway, Loudon  | Július 9.      |
| 17 | Miller Genuine Draft 500    | Pocono Raceway, Long Pond                     | Július 16.     |
| 18 | DieHard 500                 | Talladega Superspeedway, Talladega            | Július 23.     |
| 19 | Brickyard 400               | Indianapolis Motor Speedway, Speedway         | Augusztus 5.   |
| 20 | The Bud at the Glen         | Watkins Glen International, Watkins Glen      | Augusztus 12.  |
| 21 | GM Goodwrench 400           | Michigan International Speedway, Brooklyn     | Augusztus 19.  |
| 22 | Goody's 500                 | Bristol Motor Speedway, Bristol               | Augusztus 26.  |
| 23 | Mountain Dew Southern 500   | Darlington Raceway, Darlington                | Szeptember 3.  |
| 24 | Miller Genuine Draft 400    | Richmond International Raceway, Richmond      | Szeptember 9.  |
| 25 | MBNA 500                    | Dover Downs International Speedway, Dover     | Szeptember 17. |
| 26 | Goody's 500                 | Martinsville Speedway, Ridgeway               | Szeptember 24. |
| 27 | Tyson Holly Farms 400       | North Wilkesboro Speedway, North Wilkesboro   | Október 1.     |
| 28 | UAW-GM Quality 500          | Charlotte Motor Speedway, Concord             | Október 8.     |
| 29 | AC Delco 400                | North Carolina Speedway, Rockingham           | Október 22.    |
| 30 | Dura Lube 500               | Phoenix International Raceway, Phoenix        | Október 29.    |
| 31 | NAPA 500                    | Atlanta Motor Speedway, Hampton               | November 12.   |

## Versenyek

### Busch Clash
A szezon első versenyéért, a Busch Clashért nem járt pont, nem számított bele az összértékelésbe. A versenyen az előző év pole-pozíciósai vehettek részt, a Busch Clash első helyéről pedig Geoff Bodine rajtolhatott. A versenyen végig Dale Earnhardt dominált, aki a húszból tizennyolc kört töltött az élen. Ez volt Earnhardt hatodik Clash-győzelme. A második helyen Sterling Marlin, a harmadikon Bill Elliott végzett, a legjobb ötben rajtuk kívül még Jeff Gordon és Todd Bodine volt megtalálható.

### Gatorade 125s
A Daytona 500 kvalifikációs versenyeit, a két Gatorade 125s elnevezésű viadalt február tizenhatodikán rendezték a daytonai pályán. A két verseny mezőnye az előző vasárnapi kvalifikáció alapján állt össze. Az első futamba a páratlan helyen végzők (első, harmadik, ötödik stb.) kerültek, a másodikba a páros pozíciók (második, negyedik, hatodik) birtokosai.
Az első 125 mérföldes versenyt Sterling Marlin nyerte, aki az ötvenből negyvennégy körben is az élen állt. Marlin győzelmével a Daytona 500-on a harmadik helyről indulhatott. A második 125 mérföld leggyorsabbja Earnhardt volt Gordon előtt. A második Gatorade 125 tizenötödik körében Jimmy Spencer, Billy Standridge és Loy Allen, Jr. is összeütközött. A baleset miatt Spencer és Standridge is elvesztette minden esélyét arra, hogy kvalifikálja magát a főversenyre. A második nagy baleset a negyvenkettedik körben történt, ebbe Chad Little, Phil Barkdoll, Phil Parsons é Jim Sauter keveredett bele, közülük Little, Barkdoll és Sauter nem indulhatott a Daytona 500-on.

### Daytona 500
A Daytona 500-on Dale Jarrett karrierje első pole-pozícióját szerezte. A futamon Sterling Marlin második Cup-győzelmét szerezte, érdekesség, hogy mindkettőt Daytonában. Azzal, hogy a versenyt két egymást követő évben is meg tudta nyerni, illusztris társaságba került, ugyanis rajta kívül csak Richard Petty és Cale Yarborough tudtak duplázni a verseny történetében.
Az első tíz helyezett sorrendje:
1. 4-Sterling Marlin
2. 3-Dale Earnhardt
3. 6-Mark Martin
4. 16-Ted Musgrave
5. 28-Dale Jarrett
6. 30-Michael Waltrip
7. 29-Steve Grissom
8. 5-Terry Labonte
9. 25-Ken Schrader
10. 21-Morgan Shepherd

Nem kvalifikálták magukat: 20-Bobby Hillin, Jr., 40-Greg Sacks, 14-Randy MacDonald, 95-Doug Heveron, 82-Terry Byers, 52-Gary Bradberry, 62-Ronnie Sanders, 81-Kenny Wallace, 73-Phil Barkdoll, 99-Shawna Robinson, 72-Jim Sauter, 51-Kerry Teague, 97-Chad Little, 68-Bob Strait, 23-Jimmy Spencer, 0-Delma Cowart, 47-Billy Standridge, 67-Ken Bouchard, 48-James Hylton, 53-Ritchie Petty, 32-Mike Chase, 65-Steve Seligman

### Goodwrench 500
A versenyt február huszonhatodikán rendezték a North Carolina Speedwayen. A pole-pozíciót és a győzelmet is Jeff Gordon szerezte meg.
Az első tíz helyezett sorrendje:
1. 24-Jeff Gordon
2. 18-Bobby Labonte
3. 3-Dale Earnhardt
4. 10-Ricky Rudd
5. 28-Dale Jarrett, +1 kör
6. 29-Steve Grissom, +1 kör
7. 6-Mark Martin, +2 kör
8. 12-Derrike Cope, +3 kör
9. 31-Ward Burton, +3 kör
10. 42-Kyle Petty, +3 kör

Nem kvalifikálták magukat: 66-Ben Hess, 52-Gary Bradberry, 48-James Hylton, 47-Billy Standridge, 19-Phil Parsons

### Pontiac Excitement 400
Március ötödikén, Richmondban is Gordon indulhatott a pole-ból, a versenyt azonban csapattársa, Terry Labonte nyerte.
Az első tíz helyezett sorrendje:
1. 5-Terry Labonte
2. 3-Dale Earnhardt
3. 2-Rusty Wallace
4. 25-Ken Schrader
5. 4-Sterling Marlin
6. 12-Derrike Cope
7. 17-Darrell Waltrip
8. 6-Mark Martin, +1 kör
9. 43-Bobby Hamilton, +1 kör
10. 37-John Andretti, +1 kör

Nem kvalifikálták magukat: 32-Jimmy Hensley, 81-Kenny Wallace, 47-Billy Standridge, 78-Jay Hedgecock, 29-Steve Grissom, 52-Gary Bradberry, 66-Ben Hess, 49-Eric Smith, 77-Davy Jones

### Purolator 500
Egy héttel később, Atlantában Dale Earnhardt indulhatott az első helyről, a versenyt azonban Jeff Gordon nyerte.
Az első tíz helyezett sorrendje:
1. 24-Jeff Gordon
2. 18-Bobby Labonte
3. 5-Terry Labonte
4. 3-Dale Earnhardt
5. 28-Dale Jarrett, +1 kör
6. 21-Morgan Shepherd, +1 kör
7. 4-Sterling Marlin, +1 kör
8. 10-Ricky Rudd, +1 kör
9. 6-Mark Martin, +2 kör
10. 2-Rusty Wallace, +2 kör

Nem kvalifikálták magukat: 31-Ward Burton, 52-Gary Bradberry, 27-Loy Allen Jr., 67-Ken Bouchard, 76-Johnny Chapman, 66-Ben Hess, 81-Kenny Wallace, 78-Pancho Carter

### TranSouth Financial 400
Március 26-án, a Darlington Racewayen ismét Gordon indulhatott a pole-ból, a versenyt viszont Marlin nyerte. Gordon a 201. körben balesetbe keveredett. A pályát évtizedek óta először újraaszfaltozták, amely erre a versenyre készült el.
Az első tíz helyezett sorrendje:
1. 4-Sterling Marlin
2. 3-Dale Earnhardt
3. 16-Ted Musgrave
4. 75-Todd Bodine
5. 12-Derrike Cope
6. 29-Steve Grissom
7. 30-Michael Waltrip
8. 21-Morgan Shepherd
9. 43-Bobby Hamilton
10. 37-John Andretti, +1 kör

Nem kvalifikálták magukat: 81-Kenny Wallace, 52-Brad Teague, 19-Phil Parsons

### Food City 500
Bristolban, az első áprilisi versenyen Mark Martin szerepelt a legjobb az időmérőn, a futamot Gordon nyerte.
Az első tíz helyezett sorrendje:
1. 24-Jeff Gordon
2. 2-Rusty Wallace
3. 17-Darrell Waltrip
4. 43-Bobby Hamilton
5. 10-Ricky Rudd
6. 28-Dale Jarrett
7. 5-Terry Labonte, +1 kör
8. 6-Mark Martin, +1 kör
9. 4-Sterling Marlin, +1 kör
10. 33-Robert Pressley, +2 kör

Nem kvalifikálták magukat: 98-Jeremy Mayfield, 87-Joe Nemechek, 26-Steve Kinser,
47-Billy Standridge, 78-Hut Stricklin, 66-Butch Miller, 52-Brad Teague, 27-Loy Allen Jr., 90-Mike Wallace

### First Union 400
A North Wilkesboro Speedwayen rendezett versenyen Gordon nem tudta győzelemre váltani újabb első rajthelyét, ugyanis a futamot Earnhardt nyerte.
Az első tíz helyezett sorrendje:
1. 3-Dale Earnhardt
2. 24-Jeff Gordon
3. 6-Mark Martin
4. 2-Rusty Wallace
5. 29-Steve Grissom
6. 16-Ted Musgrave, +1 kör
7. 4-Sterling Marlin, +1 kör
8. 1-Rick Mast, +1 kör
9. 11-Brett Bodine, +1 kör
10. 17-Darrell Waltrip, +2 kör

Nem kvalifikálták magukat: 98-Jeremy Mayfield, 81-Kenny Wallace, 32-Chuck Bown, 78-Jay Hedgecock, 77-Davy Jones, 47-Billy Standridge, 27-Jeff Purvis, 26-Steve Kinser, 52-Randy MacDonald

### Hanes 500
A versenynaptár legrövidebb pályáján, Martinsville-ben Bobby Labonte indulhatott az első helyről, a kockás zászlót azonban Rusty Wallace látta meg először. A versenyt 356 kör után leintették, egy hosszúra nyúló piros zászlós periódus és a sötétedés miatt.
Az első tíz helyezett sorrendje:
1. 2-Rusty Wallace
2. 16-Ted Musgrave
3. 24-Jeff Gordon
4. 17-Darrell Waltrip
5. 6-Mark Martin
6. 25-Ken Schrader
7. 28-Dale Jarrett
8. 43-Bobby Hamilton
9. 42-Kyle Petty, +1 kör
10. 18-Bobby Labonte, +1 kör

Nem kvalifikálták magukat: 75-Todd Bodine, 23-Jimmy Spencer, 32-Chuck Bown,
78-Jay Hedgecock, 8-Jeff Burton, 22-Randy LaJoie, 77-Davy Jones

### Winston Select 500
Talladegában Terry Labonte indulhatott az első helyről, a versenyt azonban Mark Martin nyerte. A sokáig az első helyekért harcoló Dale Earnhardt két körrel a vége előtt megpördült, de végül nem törte össze autóját, így tovább tudott haladni, és célba is ért, a huszonegyedik helyen. Loy Allen Jr. pályafutása során egyedül ezen a versenyen zárt a legjobb tíz között, sőt, még néhány kör erejéig az első helyen is haladt.
Az első tíz helyezett sorrendje:
1. 6-Mark Martin
2. 24-Jeff Gordon
3. 21-Morgan Shepherd
4. 17-Darrell Waltrip
5. 18-Bobby Labonte
6. 94-Bill Elliott
7. 7-Geoff Bodine
8. 75-Todd Bodine
9. 23-Jimmy Spencer
10. 19-Loy Allen Jr.

Nem kvalifikálták magukat: 53-Ritchie Petty, 47-Billy Standridge, 87-Joe Nemechek, 65-Steve Seligman, 0-Delma Cowart

### Save Mart Supermarkets 300
Május hetedikén a mezőny Sears Pointba látogatott a szezon első nem oválpályás versenyére. A futamot Earnhardt nyerte, akinek ez az egyetlen győzelme ilyen jellegű pályákon.
Az első tíz helyezett sorrendje:
1. 3-Dale Earnhardt
2. 6-Mark Martin
3. 24-Jeff Gordon
4. 10-Ricky Rudd
5. 5-Terry Labonte
6. 16-Ted Musgrave
7. 4-Sterling Marlin
8. 75-Todd Bodine
9. 25-Ken Schrader
10. 30-Michael Waltrip

Nem kvalifikálták magukat: 40-Greg Sacks, 98-Jeremy Mayfield, 27-Elton Sawyer, 00-Scott Gaylord, 64-Garrett Evans, 22-St. James Davis, 19-Ernie Cope

### Coca-Cola 600
Charlotte-ban, a Coca-Cola 600-on Bobby Labonte megszerezte pályafutása első Cup-győzelmét.
Az első tíz helyezett sorrendje:
1. 18-Bobby Labonte
2. 5-Terry Labonte
3. 30-Michael Waltrip
4. 4-Sterling Marlin, +1 kör
5. 10-Ricky Rudd, +1 kör
6. 3-Dale Earnhardt, +1 kör
7. 26-Hut Stricklin, +1 kör
8. 9-Lake Speed, +2 kör
9. 43-Bobby Hamilton, +2 kör
10. 41-Ricky Craven, +3 kör

Nem kvalifikálták magukat: 40-Greg Sacks, 20-Bobby Hillin Jr., 95-Jimmy Hensley, 77-Davy Jones, 44-Jeff Purvis, 67-Johnny Chapman

### Miller Genuine Draft 500
Június negyedikén, Doverben Kyle Petty megszerezte pályafutása utolsó, nyolcadik Cup-futamgyőzelmét. Ez volt az első olyan doveri verseny, ahol a borítás nem aszfalt, hanem beton volt.
Az első tíz helyezett sorrendje:
1. 42-Kyle Petty
2. 18-Bobby Labonte
3. 16-Ted Musgrave
4. 26-Hut Stricklin
5. 3-Dale Earnhardt
6. 24-Jeff Gordon, +1 kör
7. 4-Sterling Marlin, +1 kör
8. 30-Michael Waltrip, +1 kör
9. 2-Rusty Wallace, +1 kör
10. 87-Joe Nemechek, +1 kör

Nem kvalifikálták magukat: 79-Doug French, 19-Loy Allen Jr.

### UAW-GM Teamwork 500
Poconóban Ken Schrader indulhatott az első helyről. A versenyt Terry Labonte nyerte, aki mindössze az utolsó hét kört vezette. Labonte azután állt az élre, miután Jeff Gordon elrontott egy váltást, és emiatt lelassult. Gordon kikerülése túl hosszú ideig tartott ahhoz, hogy a manőver után még Labontét is utolérjék. A versenyre egyedül Doug French nem tudta kvalifikálni magát.
Az első tíz helyezett sorrendje:
1. 5-Terry Labonte
2. 16-Ted Musgrave
3. 25-Ken Schrader
4. 4-Sterling Marlin
5. 26-Hut Stricklin
6. 94-Bill Elliott
7. 21-Morgan Shepherd
8. 3-Dale Earnhardt
9. 30-Michael Waltrip
10. 11-Brett Bodine

### Miller Genuine Draft 400
Michiganben Bobby Labonte másodszor végzett az élen. John Andretti pályafutása addigi legjobb eredményét elérve negyedik lett. Lake Speed és Michael Waltrip egy ütközés miatt összeverekedtek a bokszutcában.
Az első tíz helyezett sorrendje:
1. 18-Bobby Labonte
2. 24-Jeff Gordon
3. 2-Rusty Wallace
4. 37-John Andretti
5. 21-Morgan Shepherd
6. 28-Dale Jarrett
7. 4-Sterling Marlin
8. 6-Mark Martin
9. 5-Terry Labonte
10. 16-Ted Musgrave

Nem kvalifikálták magukat: 88-Gary Bradberry, 40-Greg Sacks

### Pepsi 400
A szezon második daytonai versenyét, a Pepsi 400-at Earnhardt pole-ja után Gordon nyerte.
Az első tíz helyezett sorrendje:
1. 24-Jeff Gordon
2. 4-Sterling Marlin
3. 3-Dale Earnhardt
4. 6-Mark Martin
5. 16-Ted Musgrave
6. 25-Ken Schrader
7. 42-Kyle Petty
8. 10-Ricky Rudd
9. 23-Jimmy Spencer
10. 94-Bill Elliott

Nem kvalifikálták magukat: 81-Kenny Wallace, 0-Delma Cowart, 65-Steve Seligman

### Slick 50 300
New Hampshire-ben Gordon sorozatban harmadszor végzett az első két hely valamelyikén, ezúttal az első pozícióban. A versenyre egyedül Eric Smith nem kvalifikálta magát.
Az első tíz helyezett sorrendje:
1. 24-Jeff Gordon
2. 21-Morgan Shepherd
3. 6-Mark Martin
4. 5-Terry Labonte
5. 10-Ricky Rudd
6. 2-Rusty Wallace
7. 12-Derrike Cope
8. 16-Ted Musgrave
9. 4-Sterling Marlin
10. 25-Ken Schrader

### Miller Genuine Draft 500
A sorozat 1995-ben másodszor vendégeskedett Poconóban. Bill Elliott első rajthelye után Dale Jarrettet intették le elsőként.
Az első tíz helyezett sorrendje:
1. 28-Dale Jarrett
2. 24-Jeff Gordon
3. 10-Ricky Rudd
4. 16-Ted Musgrave
5. 94-Bill Elliott
6. 7-Geoff Bodine
7. 6-Mark Martin
8. 98-Jeremy Mayfield
9. 87-Joe Nemechek
10. 15-Dick Trickle

Nem kvalifikálták magukat: 14-Randy MacDonald, 82-Terry Byers

### DieHard 500
Július huszonharmadikán a második talladegai futamot Sterling Marlin nyerte azután, hogy az időmérőn is ő volt a leggyorsabb. Ken Schrader súlyos balesetet szenvedett azután, hogy a csapattársa, Jeff Gordon meglökte, és magával sodort tizenhárom másik autót is. Schrader végül nem sérült meg.
Az első tíz helyezett sorrendje:
1. 4-Sterling Marlin
2. 28-Dale Jarrett
3. 3-Dale Earnhardt
4. 21-Morgan Shepherd
5. 94-Bill Elliott
6. 42-Kyle Petty
7. 6-Mark Martin
8. 24-Jeff Gordon
9. 30-Michael Waltrip
10. 23-Jimmy Spencer, +1 kör

Nem kvalifikálták magukat: 22-Jimmy Hensley, 0-Delma Cowart, 65-Steve Seligman

### Brickyard 400
Az első Brickyard 400 sikere után a NASCAR 1995-re is visszatért Indianapolisba. Az egész hétvége az Erin hurrikán fenyegetésében zajlott. A pole-ból Jeff Gordon indulhatott, mögötte pedig a legendás 43-as rajtszámú autóban Bobby Hamilton sorakozott fel.
A legendás A. J. Foyt, a formaautózás legsikeresebb amerikai alakja is elindult a versenyen, azonban végül nem tudta kvalifikálni magát a versenyre. 1958 óta íródó indianapolisi pályafutása alatt Foyttal ez először fordult elő.
A verseny reggelén is eső áztatta a pályát, azonban végül biztonságban, időben el tudtak rajtolni a második Brickyard 400-on. Mivel sokan azt hitték, hogy a nagy eső miatt úgyis elmarad a verseny, hazamentek, és a csapatok sem várták, hogy elindul majd a körözés a pályán. A verseny indításáról nagyon hirtelen született döntés, a csapatok az utolsó pillanatban lettek kész autóikkal, ezenkívül több néző is szinte a rajt pillanatában esett be a nézőtérre. 160 kör megtétele után végül Dale Earnhardtot intették le elsőként.
Az első tíz helyezett sorrendje:
| Poz. | Rajtrács | #  | Versenyző       | Szponzor             | Autó      | Csapat                     | Körök |
| ---- | -------- | -- | --------------- | -------------------- | --------- | -------------------------- | ----- |
| 1    | 13       | 3  | Dale Earnhardt  | GM Goodwrench        | Chevrolet | Richard Childress Racing   | 160   |
| 2    | 24       | 2  | Rusty Wallace   | Miller Genuine Draft | Ford      | Team Penske                | 160   |
| 3    | 26       | 28 | Dale Jarrett    | Texaco/Havoline      | Ford      | Robert Yates Racing        | 160   |
| 4    | 4        | 11 | Bill Elliott    | Budweiser            | Ford      | Junior Johnson             | 160   |
| 5    | 14       | 6  | Mark Martin     | Valvoline            | Ford      | Roush Racing               | 160   |
| 6    | 1        | 24 | Jeff Gordon     | DuPont               | Chevrolet | Hendrick Motorsports       | 160   |
| 7    | 3        | 4  | Sterling Marlin | Kodak                | Chevrolet | Morgan-McClure Motorsports | 160   |
| 8    | 9        | 1  | Rick Mast       | Skoal Classic        | Ford      | Richard Jackson            | 160   |
| 9    | 5        | 18 | Bobby Labonte   | Interstate Batteries | Chevrolet | Joe Gibbs Racing           | 160   |
| 10   | 33       | 21 | Morgan Shepherd | Citgo                | Ford      | Wood Brothers Racing       | 160   |

Nem kvalifikálták magukat:
- 44-Jeff Purvis
- 95-Loy Allen Jr.
- 66-Billy Standridge
- 78-Pancho Carter
- 71-Dave Marcis
- 65-Steve Seligman
- 50-A. J. Foyt
- 80-Joe Ruttman
- 99-Danny Sullivan

### The Bud at The Glen
A szezon második, nem oválpályás versenyét Watkins Glenben rendezték. A hétvégén Mark Martin tarolt, aki az első rajthely után a futamot is megnyerte. A versenyt sokáig Wally Dallenbach, Jr. vezette, Martin csak hat körrel a vége előtt tudta megelőzni Dallenbachot, így megszerezte sorozatban harmadik Watkins Glen-i győzelmét.
Az első tíz helyezett sorrendje:
1. 6-Mark Martin
2. 22-Wally Dallenbach, Jr.
3. 24-Jeff Gordon
4. 10-Ricky Rudd
5. 5-Terry Labonte
6. 18-Bobby Labonte
7. 37-John Andretti
8. 17-Darrell Waltrip
9. 7-Geoff Bodine
10. 41-Ricky Craven

Nem kvalifikálták magukat: 61-David Murry, 90-Mike Wallace, 49-Eric Smith

### GM Goodwrench 400
Augusztus 19-én, Michiganben a nézők egy újabb duplázást láthattak, ekkor Bobby Labonte szerezte meg a pole-pozíciót és a futamgyőzelmet is testvére, Terry előtt.
Az első tíz helyezett sorrendje:
1. 18-Bobby Labonte
2. 5-Terry Labonte
3. 24-Jeff Gordon
4. 4-Sterling Marlin
5. 2-Rusty Wallace
6. 31-Ward Burton
7. 41-Ricky Craven
8. 43-Bobby Hamilton
9. 94-Bill Elliott, +1 kör
10. 26-Hut Stricklin, +1 kör

### Goody's 500
Augusztus végén Bristolban a szezon egyik legemlékezetesebb versenyét láthatták a kilátogatók. Már a kezdés is nehézkes volt, ugyanis egy trópusi vihar miatt a verseny nagyjából másfélórás késéssel kezdődött. A verseny közben Dale Earnhardtot a mezőny végére küldték, amikor kiforgatta Rusty Wallace-t (a leintés után az eset miatt Wallace hozzávágott Earnhardthoz egy vizespalackot). Később Earnhardt ismét visszaesett a mezőny végére, amikor egy újraindításnál beleszaladt Derrike Cope autójába, emiatt pedig a boxba kellett hajtania, hogy megjavítsák autóját. A hétszeres bajnok ekkor ismét őrült felzárkózásba kezdett. Az utolsó körökben már másodikként haladt, és ismét megpróbálkozott egy apró lökéssel, ezúttal az élen haladó Terry Labontével szemben. Végül ez a megmozdulás csak kibillentette Labontét, és miután egyenesbe hozta autóját, még mindig Earnhardt előtt volt, és megnyerte a versenyt.
Az első tíz helyezett sorrendje:
1. 5-Terry Labonte
2. 3-Dale Earnhardt
3. 28-Dale Jarrett
4. 17-Darrell Waltrip
5. 6-Mark Martin
6. 24-Jeff Gordon
7. 4-Sterling Marlin
8. 90-Mike Wallace
9. 8-Jeff Burton
10. 12-Derrike Cope, +1 kör

Nem kvalifikálták magukat: 42-Kyle Petty, 95-Joe Ruttman, 81-Kenny Wallace, 32-Jimmy Hensley, 77-Bobby Hillin, Jr., 75-Todd Bodine, 27-Elton Sawyer

### Mountain Dew Southern 500
Szeptember elején Darlingtonban meglepetésre John Andretti indulhatott az első helyről. A versenyen Jeff Gordon győzelmével már egy, a papírformának sokkal inkább megfelelő végeredmény született.
Az első tíz helyezett sorrendje:
1. 24-Jeff Gordon
2. 3-Dale Earnhardt
3. 2-Rusty Wallace
4. 22-Ward Burton
5. 30-Michael Waltrip
6. 10-Ricky Rudd
7. 26-Hut Stricklin
8. 18-Bobby Labonte
9. 9-Lake Speed
10. 4-Sterling Marlin

Nem kvalifikálták magukat: 66-Billy Standridge, 52-Brad Teague, 88-Gary Bradberry

### Miller Genuine Draft 400
Szeptember kilencedikén, Richmondban Rusty Wallace szezonbeli második győzelmét szerezte.
Az első tíz helyezett sorrendje:
1. 2-Rusty Wallace
2. 5-Terry Labonte
3. 3-Dale Earnhardt
4. 28-Dale Jarrett
5. 43-Bobby Hamilton
6. 24-Jeff Gordon
7. 37-John Andretti, +1 kör
8. 10-Ricky Rudd, +1 kör
9. 25-Ken Schrader, +1 kör
10. 16-Ted Musgrave, +1 kör

Nem kvalifikálták magukat: 32-Ed Berrier, 78-Jay Hedgecock, 40-Shane Hall, 29-Steve Grissom, 90-Mike Wallace, 49-Eric Smith

### MBNA 500
Doverben Rick Mast pályafutása második pole-pozícióját szerezte. A futamot már nem tudta megnyerni, ott Gordon zárt az élen.
Az első tíz helyezett sorrendje:
1. 24-Jeff Gordon
2. 43-Bobby Hamilton
3. 2-Rusty Wallace
4. 87-Joe Nemechek
5. 3-Dale Earnhardt
6. 4-Sterling Marlin
7. 12-Derrike Cope, +1 kör
8. 6-Mark Martin, +1 kör
9. 18-Bobby Labonte, +2 kör
10. 10-Ricky Rudd, +2 kör

Nem kvalifikálták magukat: ??-Billy Standridge, 66-Terry Fisher, 31-Greg Sacks

### Goody's 500
Martinsville-ben az eső elmosta az időmérő edzést, így a rajtrácsra a bajnokság állásának megfelelően álltak fel, Gordon vezetésével. A versenyt Earnhardt nyerte.
Az első 10 helyezett sorrendje:
1. 3-Dale Earnhardt
2. 5-Terry Labonte
3. 2-Rusty Wallace
4. 43-Bobby Hamilton
5. 7-Geoff Bodine
6. 94-Bill Elliott
7. 24-Jeff Gordon
8. 17-Darrell Waltrip
9. 12-Derrike Cope
10. 28-Dale Jarrett

Nem kvalifikálták magukat: 31-Jimmy Hensley, 32-Greg Sacks, 40-Rich Bickle, 71-Dave Marcis, 77-Bobby Hillin, Jr., 81-Kenny Wallace

### Tyson Holly Farms 400
Október első napján, North Wilkesboróban Ted Musgrave indult a pole-pozícióból, a versenyt pedig Mark Martin nyerte. 1959 óta ez volt az első verseny, hogy a mezőny minden egyes autója célbaért.
Az első tíz helyezett sorrendje:
1. 6-Mark Martin
2. 2-Rusty Wallace
3. 24-Jeff Gordon
4. 5-Terry Labonte
5. 10-Ricky Rudd
6. 88-Ernie Irvan
7. 28-Dale Jarrett
8. 25-Ken Schrader, +1 kör
9. 3-Dale Earnhardt, +1 kör
10. 94-Bill Elliott, +1 kör

Nem kvalifikálták magukat: 75-Todd Bodine, 32-Greg Sacks, 98-Jeremy Mayfield, 22-Ward Burton, 8-Jeff Burton, 90-Mike Wallace, 78-Jay Hedgecock

### UAW-GM Quality 400
Charlotte-ban Ricky Rudd első rajthelye után a futamgyőzelemnek sorozatban másodszor ismét Mark Martin örülhetett.
Az első tíz helyezett sorrendje:
1. 6-Mark Martin
2. 3-Dale Earnhardt
3. 5-Terry Labonte
4. 10-Ricky Rudd
5. 28-Dale Jarrett
6. 4-Sterling Marlin
7. 22-Ward Burton
8. 18-Bobby Labonte
9. 2-Rusty Wallace
10. 43-Bobby Hamilton

Nem kvalifikálták magukat: 97-Chad Little, 81-Kenny Wallace, 44-Jeff Purvis, 0-Delma Cowart, 66-Billy Standridge

### AC Delco 400
A North Carolina Speedwayen rendezett október végi 400 mérföldes versenyen Hut Stricklin indulhatott az első helyről. A versenyen Ward Burton pályafutása első Cup-győzelmét szerezte. Burton ekkor mindössze hetedik versenyét futotta aktuális csapatával, a Bill Davis Racinggel.
Az első tíz helyezett sorrendje:
1. 22-Ward Burton
2. 2-Rusty Wallace
3. 6-Mark Martin
4. 5-Terry Labonte
5. 8-Jeff Burton
6. 4-Sterling Marlin
7. 3-Dale Earnhardt
8. 41-Ricky Craven
9. 87-Joe Nemechek
10. 94-Bill Elliott

Nem kvalifikálták magukat: 71-Dave Marcis, 88-Ernie Irvan, 19-Loy Allen Jr., 78-Jay Hedgecock, 84-Norm Benning, 70-Alan Russell, 14-Richard Brickhouse

### Dura Lube 500
A szezon utolsó előtti versenyét október 29-én rendezték Phoenixben. Az első helyről Bill Elliott indulhatott, a versenyt Ricky Rudd nyerte. Rudd ezzel sorozatban tizenharmadik szezonjában szerzett legalább egy győzelmet.
Az első tíz helyezett sorrendje:
1. 10-Ricky Rudd
2. 12-Derrike Cope
3. 3-Dale Earnhardt
4. 2-Rusty Wallace
5. 24-Jeff Gordon
6. 16-Ted Musgrave
7. 21-Morgan Shepherd
8. 6-Mark Martin
9. 1-Rick Mast
10. 25-Ken Schrader

Nem kvalifikálták magukat: 50-A. J. Foyt, 97-Chad Little, 08-Mike Bliss, 40-Shane Hall, 00-Scott Gaylord, 58w-Wayne Jacks, 7-L. J. Pryor, 36-Rich Woodland, Jr.

### NAPA 500
A szezonzáró NAPA 500-ra november 12-én, Atlantában került sor. A bajnokságot vezető Jeff Gordonnak elég volt a 41. pozíciónál jobb helyen beérnie, hogy megszerezze a bajnoki címet, és ezt meg is tette – harminckettedikként, tizennégy kör hátrányban. Így hiába nyújtott Dale Earnhardt közel tökéletes teljesítményt (győzelem, legtöbb élen töltött kör), csak másodikként zárt év végén.
Az első tíz helyezett sorrendje:
1. 3-Dale Earnhardt
2. 4-Sterling Marlin
3. 2-Rusty Wallace
4. 94-Bill Elliott
5. 22-Ward Burton
6. 23-Jimmy Spencer
7. 88-Ernie Irvan, +1 kör
8. 18-Bobby Labonte, +1 kör
9. 77-Bobby Hillin, Jr., +1 kör
10. 10-Ricky Rudd, +1 kör

Nem kvalifikálták magukat: 66-Billy Standridge, 59-Jack Sprague, 90-Mike Wallace, 40-Shane Hall, 0-Delma Cowart, 49-Eric Smith

## A bajnokság végeredménye
1. 24-Jeff Gordon – 4614
2. 3-Dale Earnhardt – 4580
3. 4-Sterling Marlin – 4361
4. 6-Mark Martin – 4320
5. 2-Rusty Wallace – 4240
6. 5-Terry Labonte – 4146
7. 16-Ted Musgrave – 3949
8. 94-Bill Elliott – 3746
9. -Ricky Rudd – 3734
10. 18-Bobby Labonte – 3718
11. 21-Morgan Shepherd – 3618
12. 30-Michael Waltrip – 3601
13. 28-Dale Jarrett – 3584
14. 43-Bobby Hamilton – 3576
15. 12-Derrike Cope – 3384
16. 7-Geoff Bodine – 3357
17. 25-Ken Schrader – 3221
18. 37-John Andretti – 3140
19. 17-Darrell Waltrip – 3078
20. 11-Brett Bodine – 2988
21. 1-Rick Mast – 2984
22. 22-Ward Burton – 2926
23. 9-Lake Speed – 2921
24. 41-Ricky Craven (Ú)  – 2883
25. 15-Dick Trickle – 2875
26. 23-Jimmy Spencer – 2809
27. 29-Steve Grissom – 2757
28. 87-Joe Nemechek – 2742
29. 33-Robert Pressley (Ú)  – 2663
30. 42-Kyle Petty – 2638
31. 98-Jeremy Mayfield – 2637
32. 8-Jeff Burton – 2556
33. 75-Todd Bodine – 2372
34. 90-Mike Wallace – 2178
35. 71-Dave Marcis – 2126
36. 26-Hut Stricklin – 2082
37. 77-Bobby Hillin, Jr. – 1686
38. 27-Elton Sawyer – 1499
39. 32-Greg Sacks – 1349
40. Randy LaJoie (Ú)  – 1133
41. 19-Loy Allen Jr. – 890
42. Kenny Wallace – 878
43. Chuck Bown – 618
44. Jimmy Hensley – 558
45. Rich Bickle – 538
46. Davy Jones (Ú)  – 520
47. 58-Jeff Purvis – 391
48. 88-Ernie Irvan – 354
49. Steve Kinser (Ú)  – 287
50. Wally Dallenbach, Jr. – 221